# Taucha (Sassonia-Anhalt)
Taucha è una frazione del comune tedesco di Hohenmölsen di 641 abitanti, situato nel land della Sassonia-Anhalt.
Fino al 31 dicembre 2009 ha costituito un comune autonomo.